# Imza
L'Imza (Имза) est une rivière de Russie dans l'oblast de Nijni Novgorod. C'est un affluent droit de l'Ourga et le principal de cette rivière. Elle s'étend sur 91 km pour un bassin de 716 km². À 62 km de son embouchure, elle reçoit les eaux de son affluent gauche la Rakitka.

## Description
La source de l'Imza se trouve près du village de Pessotchnoïe dans le raïon de Kniaguinino à 13 km au sud-ouest de la ville de Kniaguinino. La rivière coule vers le nord, nord-est et est. Son cours supérieur traverse le raïon de Kniaguinino, son cours moyen, le raïon de Lyskovo. Dans son cours inférieur, la rivière sert de frontière entre les raïons de Lyskovo et de Spasskoïe, plus bas entre le raïon de Vorotynets et celui de Spasskoïe.
La localité la plus importante que l'Imza baigne est la ville de Kniaguinino. La rivière longe les villages de Soloviovo, Souchtchiovo, Gouguino, Negonovo, Lenkovo, Nikolskoïe, Berendeïevka, Vladimirovka, Saourovo, Belozerikha, Vargany, Nikolaïevka, Olguino. Entre les villages de Belozerikha et Vargany, il y a un réseau de fossés de récupération d'eau. Ses affluents sont la Rakitka, la Stepanovka, le Kourgan (affluents gauches), la Kniaguinka et le Basman (affluents droits).
Non loin de l'embouchure sur la rive droite il y a le village de Krasnaïa Gorka et plus bas l'Imza se jette dans l'Ourga. La largeur de la rivière à cet endroit est de 25 mètres. Dans son cours inférieur, il y a des marigots et des îlots.

## Étymologie
Son nom proviendrait du mot mordve « inzaï » signifiant framboise,.